# 370796 Gasiunas
370796 Gasiunas este o planetă minoră (asteroid) din centura de asteroizi. A fost descoperită pe 12 octombrie 2004 la Molėtų astronomijos observatorija⁠(d) de . 
Obiectul prezintă o orbită caracterizată de o semiaxă mare de 2,8567753511746 UAi, o excentricitate de 0,14857393332814, o înclinație de 8,2891051278132 ° în raport cu ecliptica.